# كايل جيبسون (لاعب كرة سلة)
كايل جيبسون (22 مايو 1987 في الولايات المتحدة - ) (بالإنجليزية: Kyle Gibson)‏ هو لاعب كرة سلة أمريكي في مركز مدافع مسدد الهدف. لعب مع Louisiana Tech Bulldogs basketball ‏.

## وصلات خارجية
- كايل جيبسون على موقع سبورتس رفرنس (الإنجليزية)
- كايل جيبسون على موقع كرة السلة الأوروبية.كوم (الإنجليزية)
- كايل جيبسون على موقع DraftExpress.com (الإنجليزية)
- كايل جيبسون على موقع كلية كرة السلة في سبورتس رفرنس.كوم (الإنجليزية)
- كايل جيبسون على موقع ريلجم (الإنجليزية)
- كايل جيبسون على موقع بروبوليرز (الإنجليزية)
- كايل جيبسون على موقع سبورتس رفرنس (الإنجليزية)
- كايل جيبسون على موقع سبورتس رفرنس (الإنجليزية)